# Přivolávací návěst

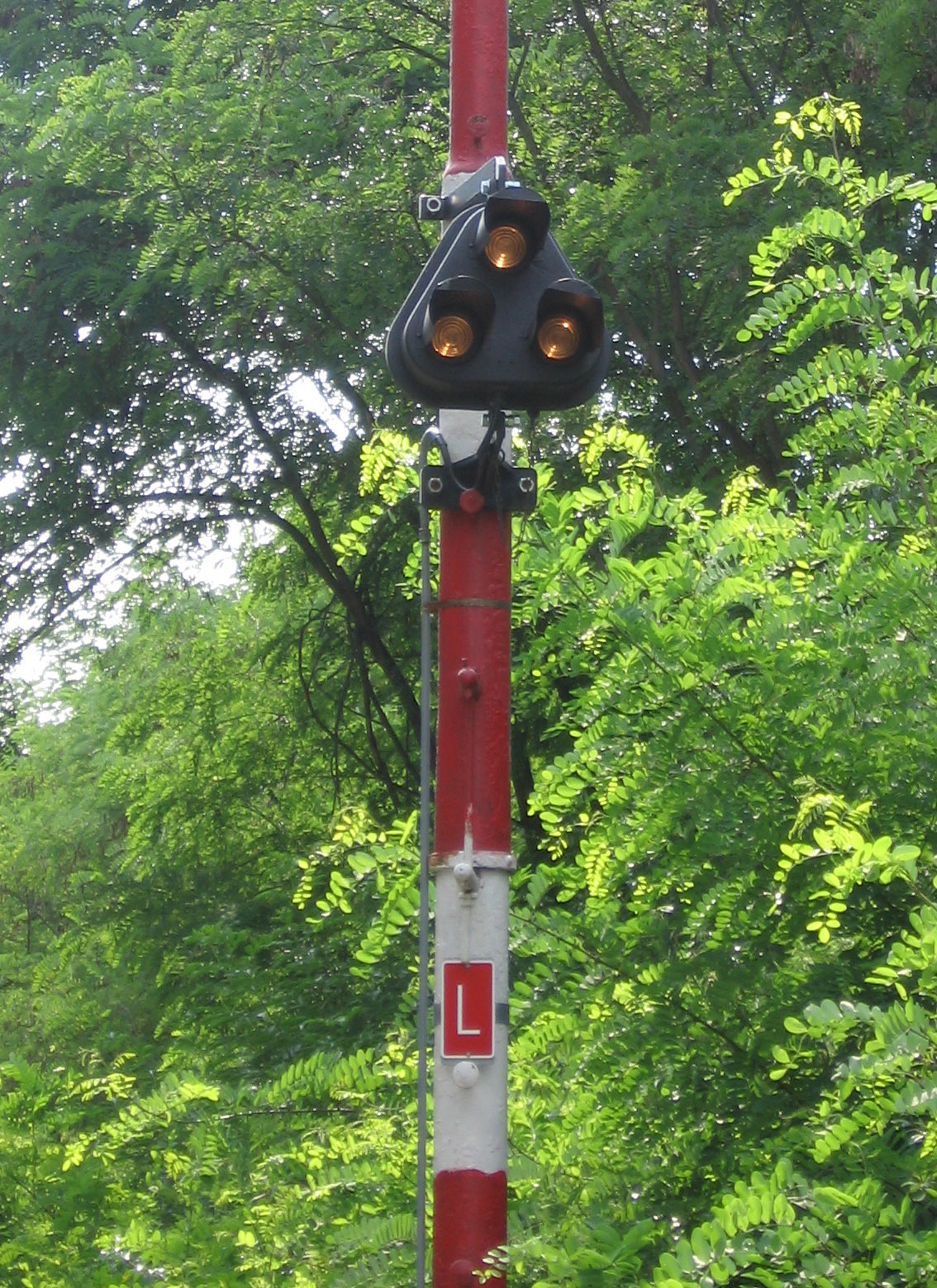
Přivolávací návěst na mechanickém návěstidle - Praha-Jinonice

Přivolávací návěst (dříve Opatrně na přivolávací návěst) je návěst, která umožňuje vlaku v dopravně jízdu za návěstidlo dle rozhledových poměrů. Na síti Správy železnic je návěst tvořena kmitavým bílým světlem přímo na příslušném návěstidle. U mechanických návěstidel se kromě výše uvedené návěsti používají i tři klidná bílá světla uspořádaná do trojúhelníku.
Ruční přivolávací návěst (dříve Opatrně na ruční přivolávací návěst je dávána ve dne bílým terčem s černým okrajem, který drží zaměstnanec (nutná podmínka) v úrovni návěstidla, kolem kterého povoluje jízdu, v noci pak střídáním žlutého a zeleného světla, a to až do doby, než čelo vlaku mine návěstidlo.
V případě jízdy vlaku na přivolávací návěst není podmínkou zabezpečení vlakové cesty. Strojvůdci proto mají výhrady vůči jejímu pravidelnému užívání v případech, které nejsou mimořádnostmi a které lze řešit jinak - např. vjezd vlaku na obsazenou kolej.